# Javieri vár
Az Észak-Spanyolországban található javieri vár Navarra egyik 10. századi műemléke. Itt született 1506-ban Xavéri Ferenc jezsuita hittérítő. Ma múzeum működik benne, illetve a 19. század végétől kezdve minden március első két hétvégéjén itt tartják a Javierada nevű tömeges zarándoklatot.

## Története
A várat a 10. század végén kezdték el építeni, pontosabban ekkor még csak az öregtornyot, amely köré később hozzáépültek a vár további részei. Az erődítmény kialakulásához nagyban hozzájárult, hogy stratégiai jelentőségű helyen, Navarra és Aragónia határvidékén helyezkedett el. 1506-ban itt született, majd egy ideig itt is élt a későbbi jezsuita szent, Xavéri Szent Ferenc. 1516-ban Francisco Jiménez de Cisneros bíboros rendeletére részben lebontották a várat, majd a 19. század végén hozzátoldottak egy bazilikát. A vár az eredeti kinézetét az 1952-es felújítás során nyerte vissza. A szent születésének 500. évfordulója alkalmából két újabb helyiséget alakítottak ki: az 1300 férőhelyes Aula Francisco de Jasso többcélú termet, valamint a Georg Schurhammerről, Szent Ferenc életrajzkutatójáról elnevezett kiállítóteret.

## Leírás
Az épület Spanyolország északi, Navarra autonóm közösség délkeleti részén található. Kinézete egy tipikus középkori váré: kőből épült, bástyával, toronnyal, fogazott pártázattal rendelkezik. Benne múzeumot rendeztek be. A főbejáraton belépve a falon három kődombormű látható, amelyek angyalokkal elválasztott családi címereket ábrázolnak, a kiállítótermekben pedig a régi vár makettje, a vár történetével és Xavéri Szent Ferenccel kapcsolatos tárgyi emlékek, valamint japán kakemonók és különféle festmények láthatók, többek között a flamand Nicolaes Maes, valamint 15–20. századi spanyol festők alkotásai.
Egy híres szobor is található a várban: az úgynevezett javieri Krisztus, ami egy diófából faragott, 14. századi gótikus ábrázolás, és amelyről azt tartják, vért izzadott, amikor Szent Ferenc Sangcsuan szigetén haldoklott. A szobrot egy drámai középkori freskó veszi körül: ez a haláltánc egyetlen ismert spanyolországi gótikus megjelenítése.

## Képek

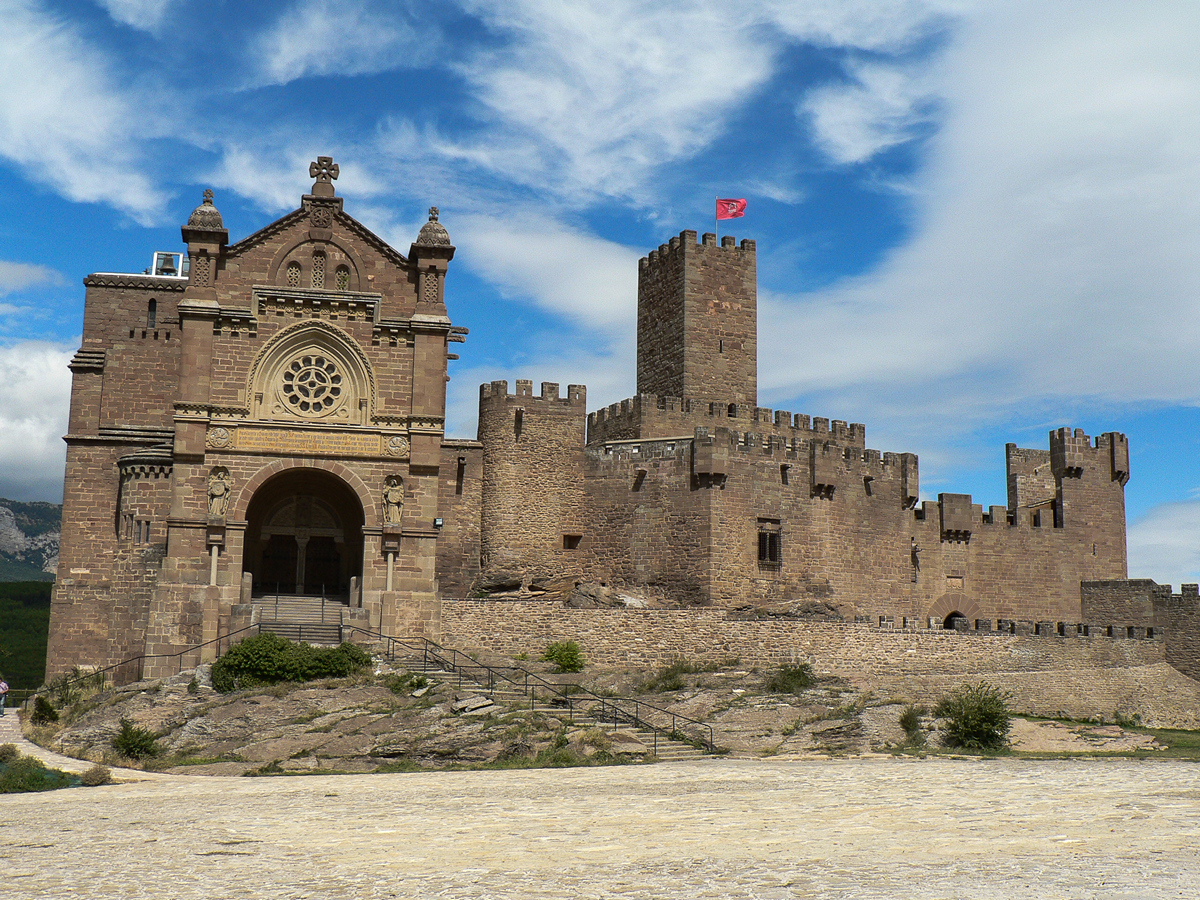
A vár, bal oldalon a bazilikával
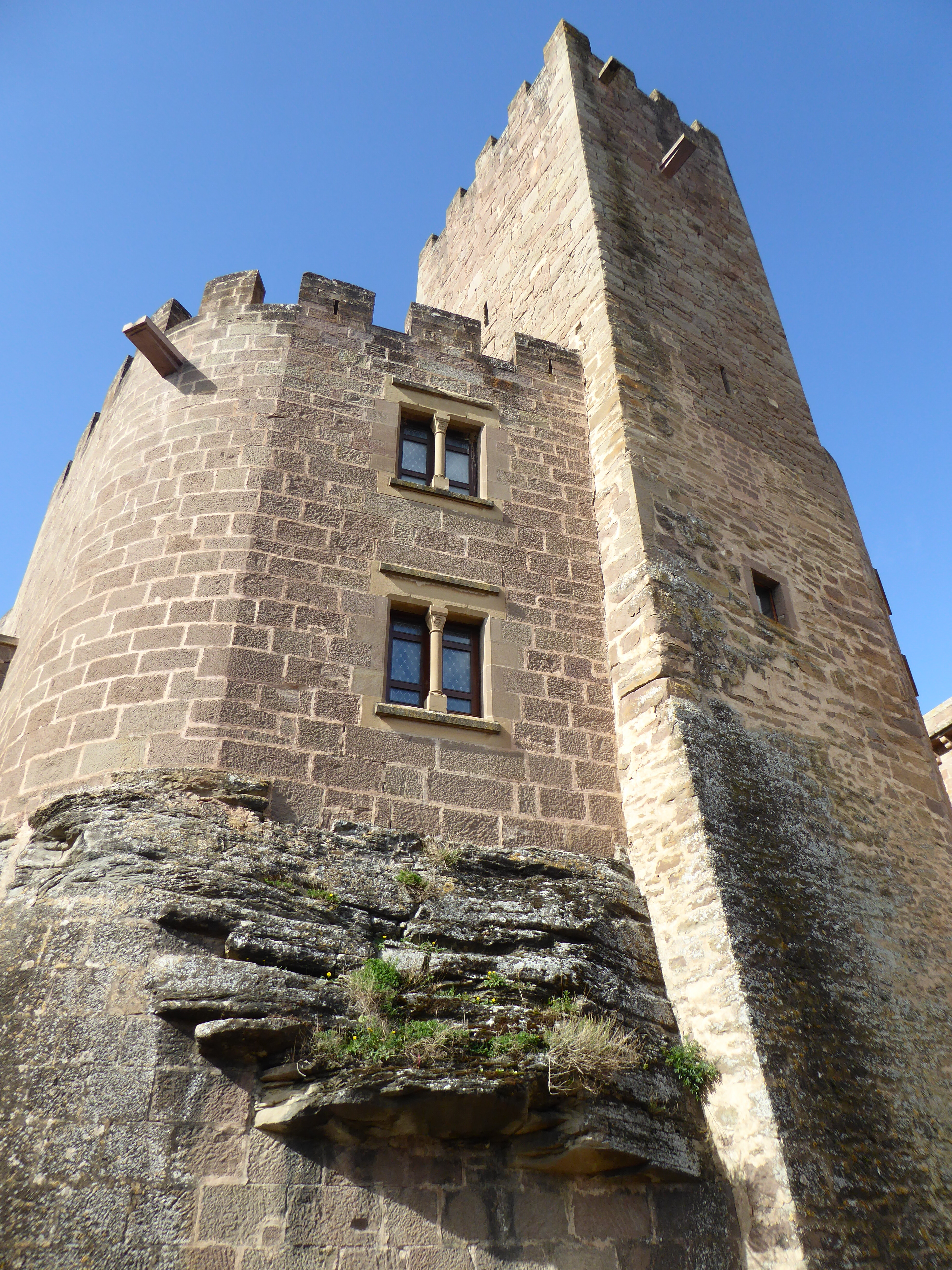
Részlet
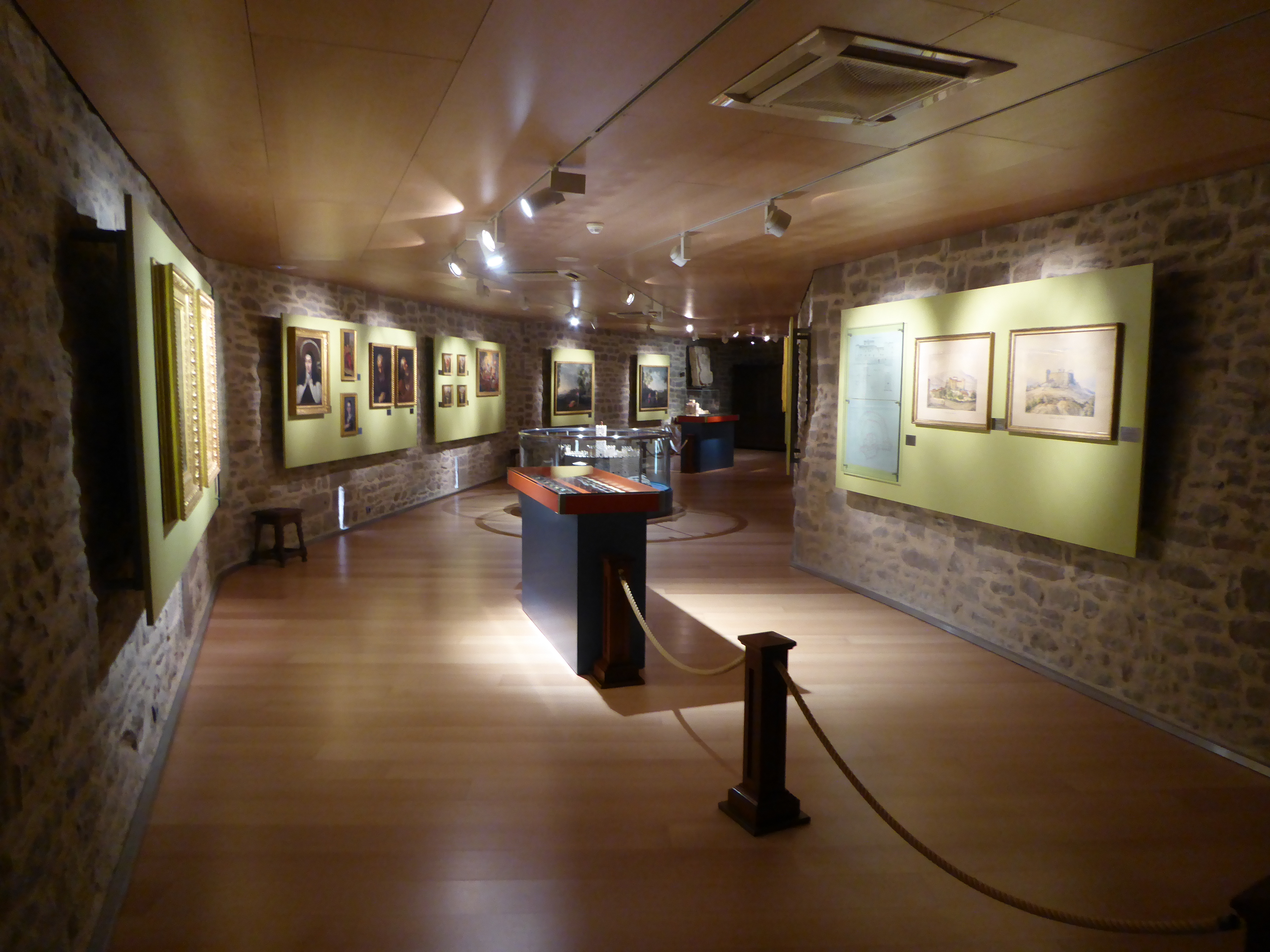
Múzeum a vár belsejében
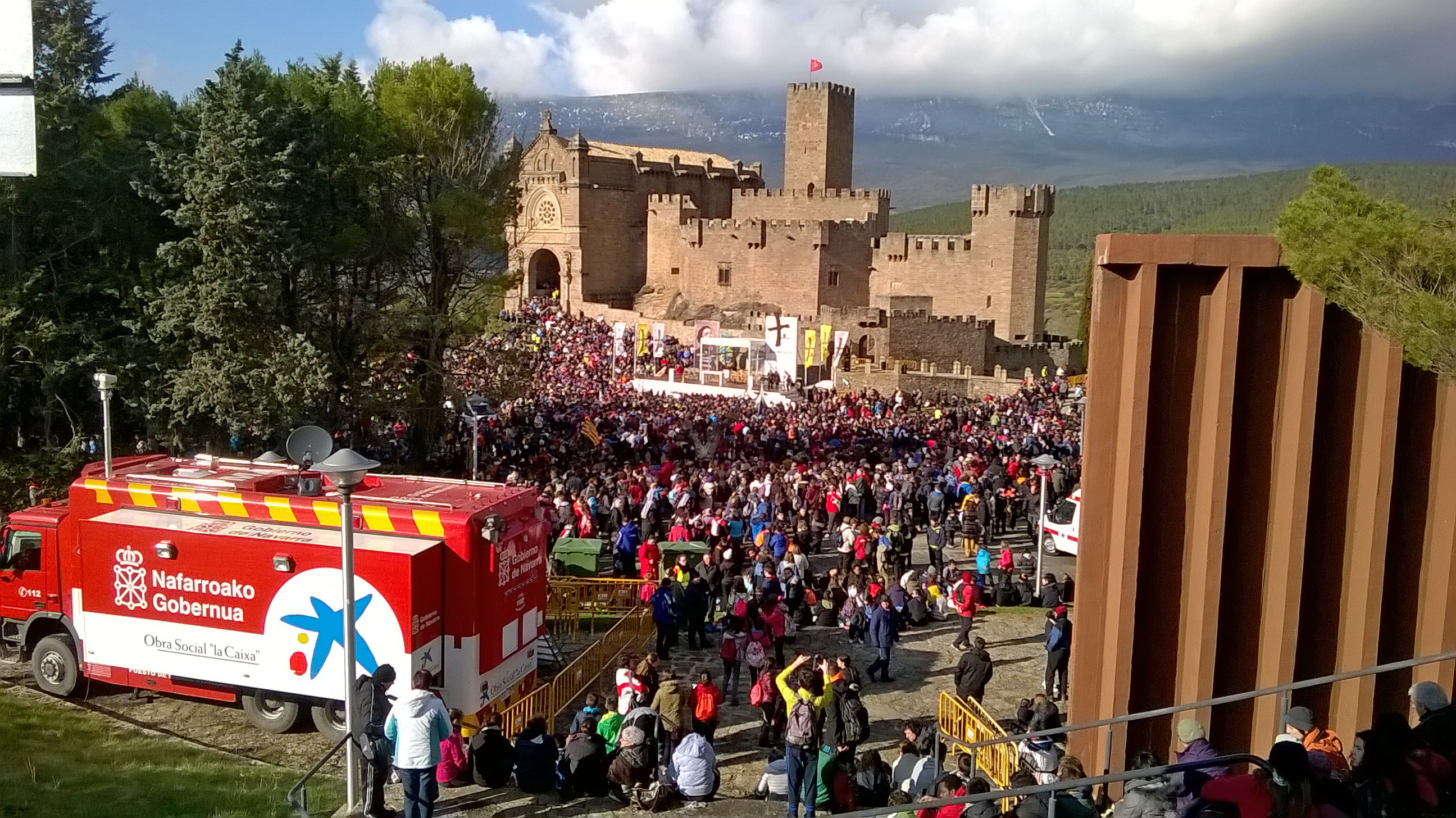
Tömeg egy Javierada alkalmával